# ݠ
Fāʾ deux points souscrits ‹ ݠ › est une lettre additionnelle de l’alphabet arabe utilisé dans l’écriture du peul au Cameroun. Elle est proposée durant des ateliers organisés par l’Isesco dans les années 1980. Elle est composée d’un fāʾ ‹ ف › diacrité de deux points souscrits au lieu d’un point suscrit.

## Utilisation
Cette lettre a été proposée, durant des ateliers organisés par l’Isesco dans les années 1980, pour transcrire une consonne occlusive bilabiale sourde /p/ dans l’écriture du peul et du zarma-songhay, transcrite p ‹ p › avec l’alphabet latin.
Au Cameroun, en peul écrit avec l’adjami, ‹ ݠ › représente une consonne occlusive bilabiale sourde /p/. Dans d’autres pays, le bāʾ trois points souscrits ‹ پ ›, déjà utilisé dans d’autres langues, a été adopté pour transcrire cette consonne, comme notamment au Tchad avec l’Alphabet national tchadien. Au Sénégal, selon les caractères coraniques harmonisés, le bāʾ trois points souscrits vers le haut ‹ ݒ › a été adopté pour transcrire cette consonne en peul et d’autres langues.